# Dinòstrat
Dinòstrat (en grec antic: Δεινόστρατος, llatí: Deinostratus) fou un matemàtic de l'antiga Grècia que va viure al segle iv aC i es va destacar en la geometria. Segons Procle, era germà de Menecme seguidor de Plató.
Procle diu que els dos germans van perfeccionar («τελεωτέραν») la geometria. Papos d'Alexandria esmenta la corba que s'anomena quadratriu de Dinòstrat, extreta de la trisectriu d'Hípies, per resoldre el problema de la quadratura del cercle, que després van usar Nicomedes i altres. Aquesta corba es realitzava mitjançant la intersecció d'un radi que girava d'un cercle amb una línia perpendicular moguda a la primera posició del radi, els dos moguts uniformement fins que l'extrem de la perpendicular moguda baixava des de la circumferència al centre mentre el radi giratori descrivia un angle recte.

Construcció de la quadratriu.